# Glicole polipropilenico
Il glicole polipropilenico od ossido polipropilenico è il polimero del glicole propilenico. Chimicamente è un polietere. Il termine glicole polipropilenico o PPG (dall'inglese polypropylene glycol) è riservato al polimero con massa molare da bassa a media quando conta ancora la natura del gruppo terminale, che è di solito un gruppo idrossilico. Il termine "ossido" si usa per il polimero con massa molare alta quando il gruppo terminale non influenza più le proprietà del polimero. Nel 2003, il 60% della produzione annuale di ossido propilenico di 6,6×106 tonnellate è stato convertito nel polimero.

## Polimerizzazione
Il glicole polipropilenico è prodotto mediante polimerizzazione per apertura di anello dell'ossido di propilene. L'iniziatore è un alcol e il catalizzatore una base, di solito idrossido di potassio. Quando l'iniziatore è il glicole etilenico o l'acqua il polimero è lineare. Con un iniziatore multifunzionale come la glicerina, il pentaeritritolo o il sorbitolo il polimero si ramifica.
La polimerizzazione convenzionale dell'ossido di propilene dà come risultato un polimero atattico. Il polimero isostattico può essere prodotto dall'ossido di propilene otticamente attivo, ma ad un alto costo. È stato riferito recentemente che un catalizzatore di cobalto salen fornisce la polimerizzazione isotattica dell'ossido di propilene racemico.

Catalizzatore di cobalto per l'ossido di polipropilene isotattico

## Proprietà
Il PPG ha molte proprietà in comune con il glicole polietilenico. Il polimero è liquido a temperatura ambiente. La solubilità in acqua diminuisce rapidamente con l'aumentare della massa molare. I gruppi idrossilici secondari nel PPG sono meno reattivi dei gruppi idrossilici primari nel glicole polietilenico. Il PPG è meno tossico del PEG, perciò le biotecnologie ora si producono in PPG.

## Usi
Il PPG si usa in molte formulazioni per i poliuretani. Si usa come modificatore della reologia.
Il PPG si usa come tensioattivo, agente umettante, disperdente nella rifinitura del cuoio.
Il PPG si impiega anche come riferimento per la sintonizzazione e calibrante nella spettrometria di massa.
Il PPG si usa come ingrediente primario nella fabbricazione delle palle di vernice del gioco del paintball.